# フリードリヒスハーフェン - リンダウ線
フリードリヒスハーフェン – リンダウ線（フリードリヒスハーフェン - リンダウせん、ドイツ語: Bahnstrecke Friedrichshafen–Lindau）は、2021年12月まで電化される予定のドイツ南部の幹線で、バーデン＝ヴュルテンベルク州のフリードリヒスハーフェンとバイエルン州のリンダウを結ぶ。リンダウのエシャッハ町でこの路線はアウクスブルク - リンダウ線と合流する。全長22.6 kmの路線はボーデン湖北岸の隅から隅まで伸びて、西側はボーデン湖郡に、東側はリンダウ郡にある。この路線はラードルフツェル - フリードリヒスハーフェン線と一緒に「ボーデン湖環状鉄道（Bodenseegürtelbahn）」の一部である。

## 歴史
フリードリヒスハーフェンは1847年ヴュルテンベルク南部鉄道により、リンダウは1853年ルートヴィヒ南北鉄道によりそれぞれ連結された。その後、王立ヴュルテンベルク鉄道と王立バイエルン鉄道は1899年10月1日に両都市を結ぶ路線を開業した。バイエルン王国領の駅舎はヴュルテンベルクの建築様式に従って建築された。ランゲンアルゲンとクレスブロンの間に、長さ78 mの鋼橋がアルゲン川の上に建設された。その鉄道橋はエスリンゲンの機械工業によって建設され、後で文化財として登録された。電化の用意として、鉄道橋は2019年に新しい鋼橋に置き換えられた。

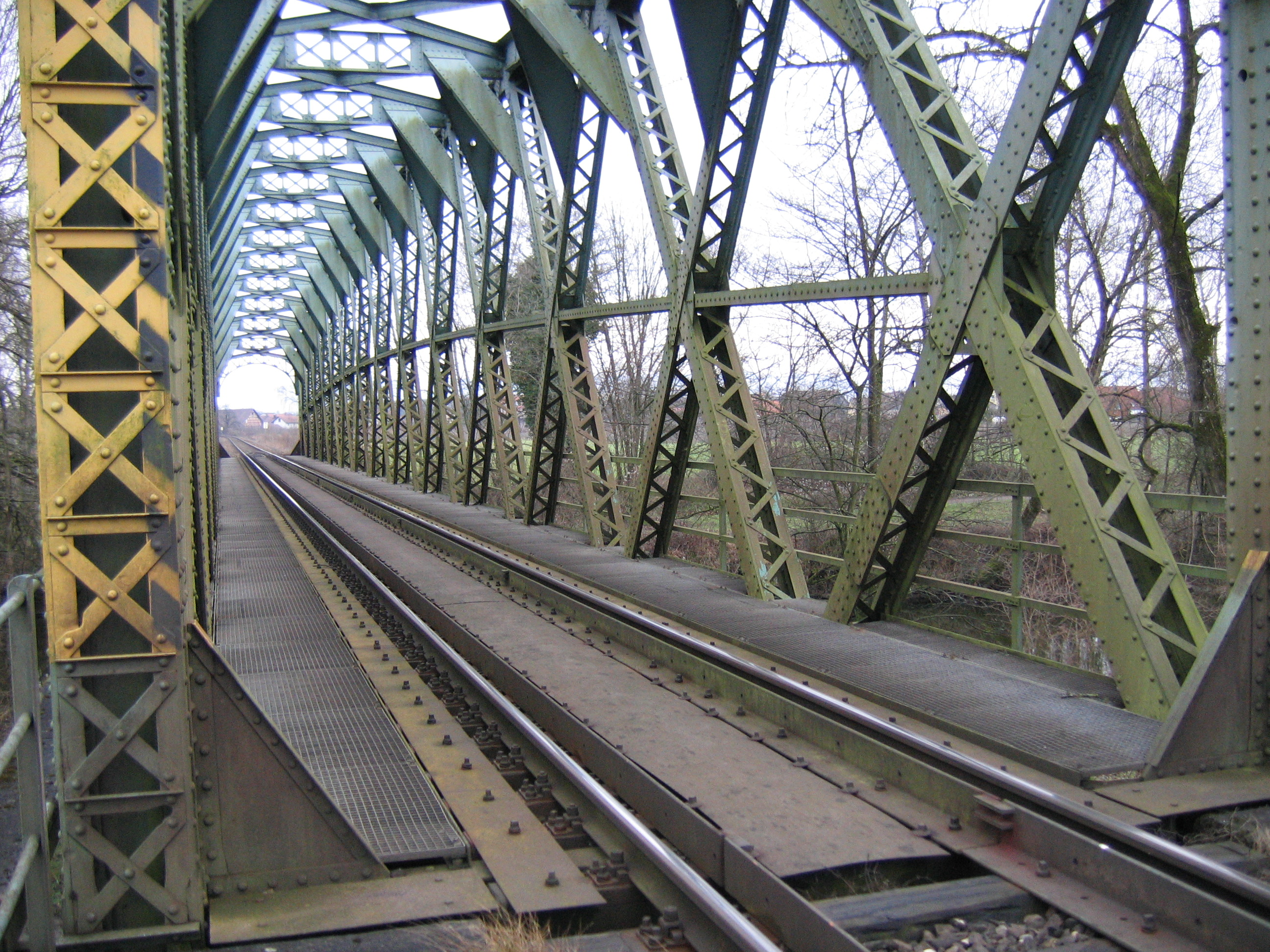
アルゲン川鉄道橋（2005年）
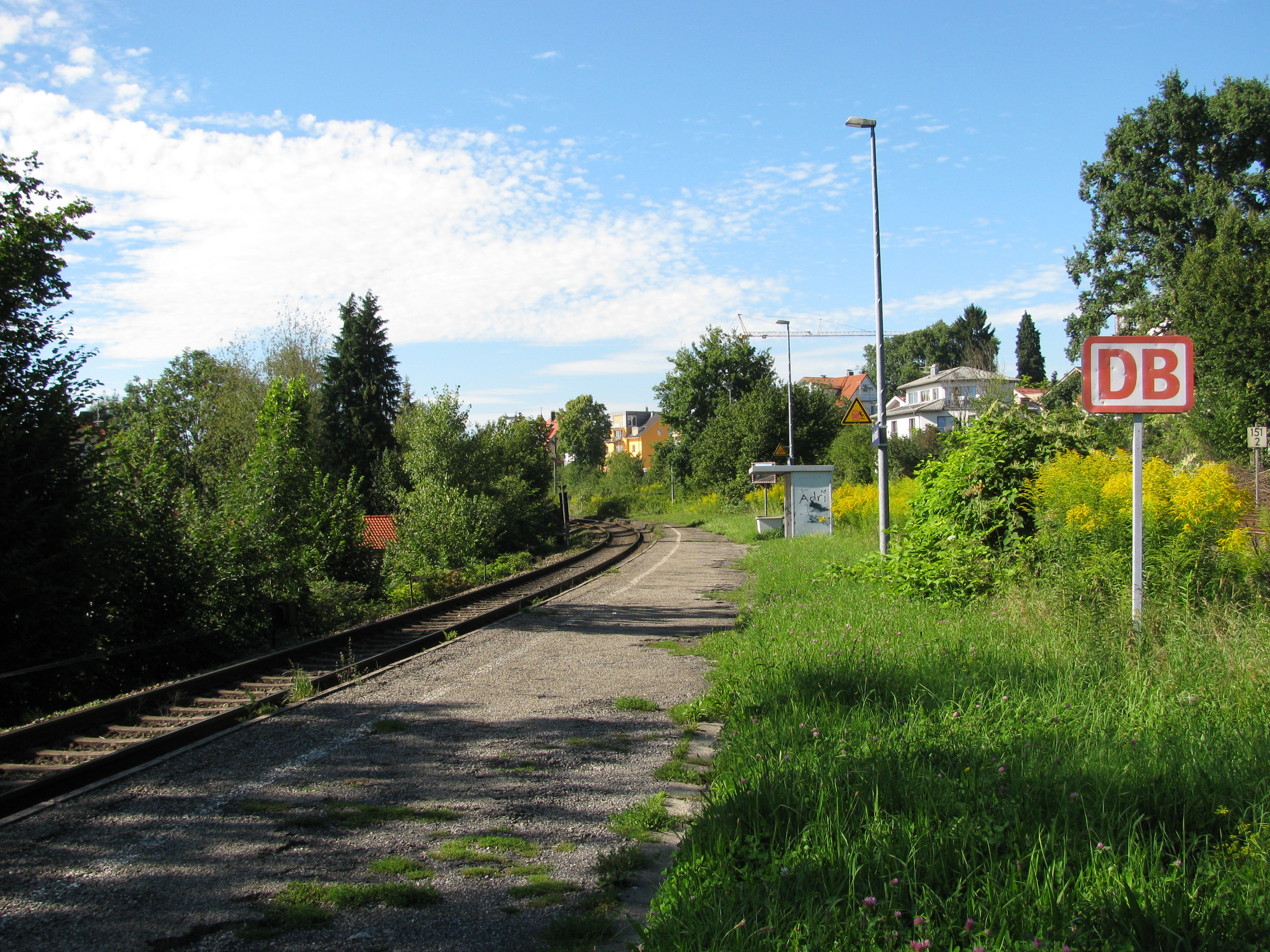
リンダウ・エシャッハ停車場
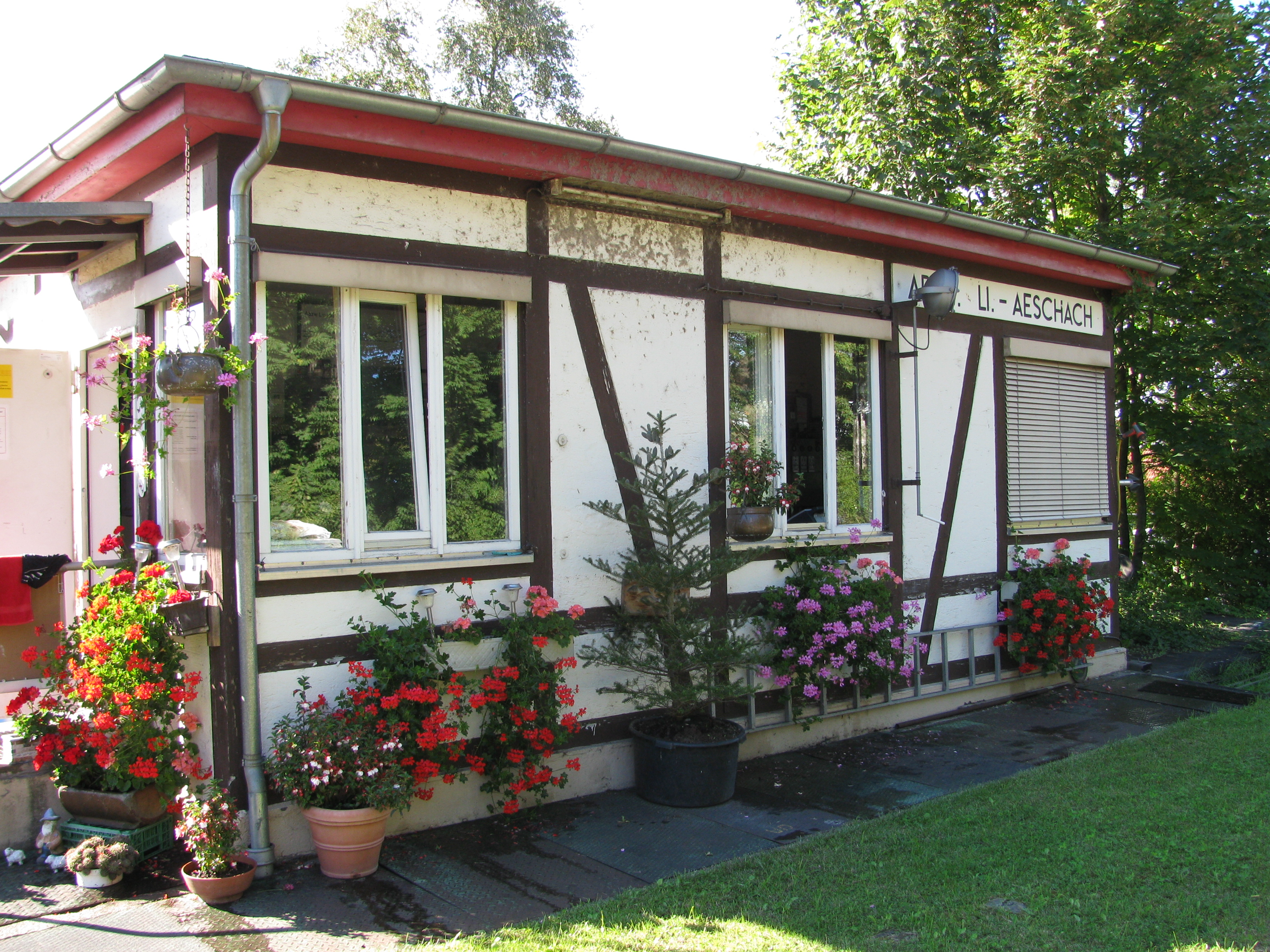
エシャッハ分岐点の信号場

## 運行形態

### 旅客輸送
地域輸送の場合、全区間はボーデン湖＝オーバーシュヴァーベン運輸連合（Bodensee-Oberschwaben Verkehrsverbund、bodo）に統合されており、主に中距離列車が運行されている。
- インターシティ（IC32）: ドルトムント - ウルム - フリードリヒスハーフェン市街 - リンダウ - インスブルック。一日一往復。
- 快速列車（RE5）: シュトゥットガルト - プローヒンゲン - ウルム - アウレンドルフ - フリードリヒスハーフェン市街 - ノネンホルン - リンダウ島。60分間隔。使用車両はDB218形或いは225形ディーゼル機関車と二階建て客車のプッシュプール列車。
- 普通列車（RB93）: フリードリヒスハーフェン市街 - エリスキルヒ - ランゲンアルゲン - クラスブロン - ノネンホルン - エンツィスヴァイラー - リンダウ・エシャッハ - リンダウ島。60分間隔。使用車両はDB628形あるいはDB650形気動車。

### 貨物輸送

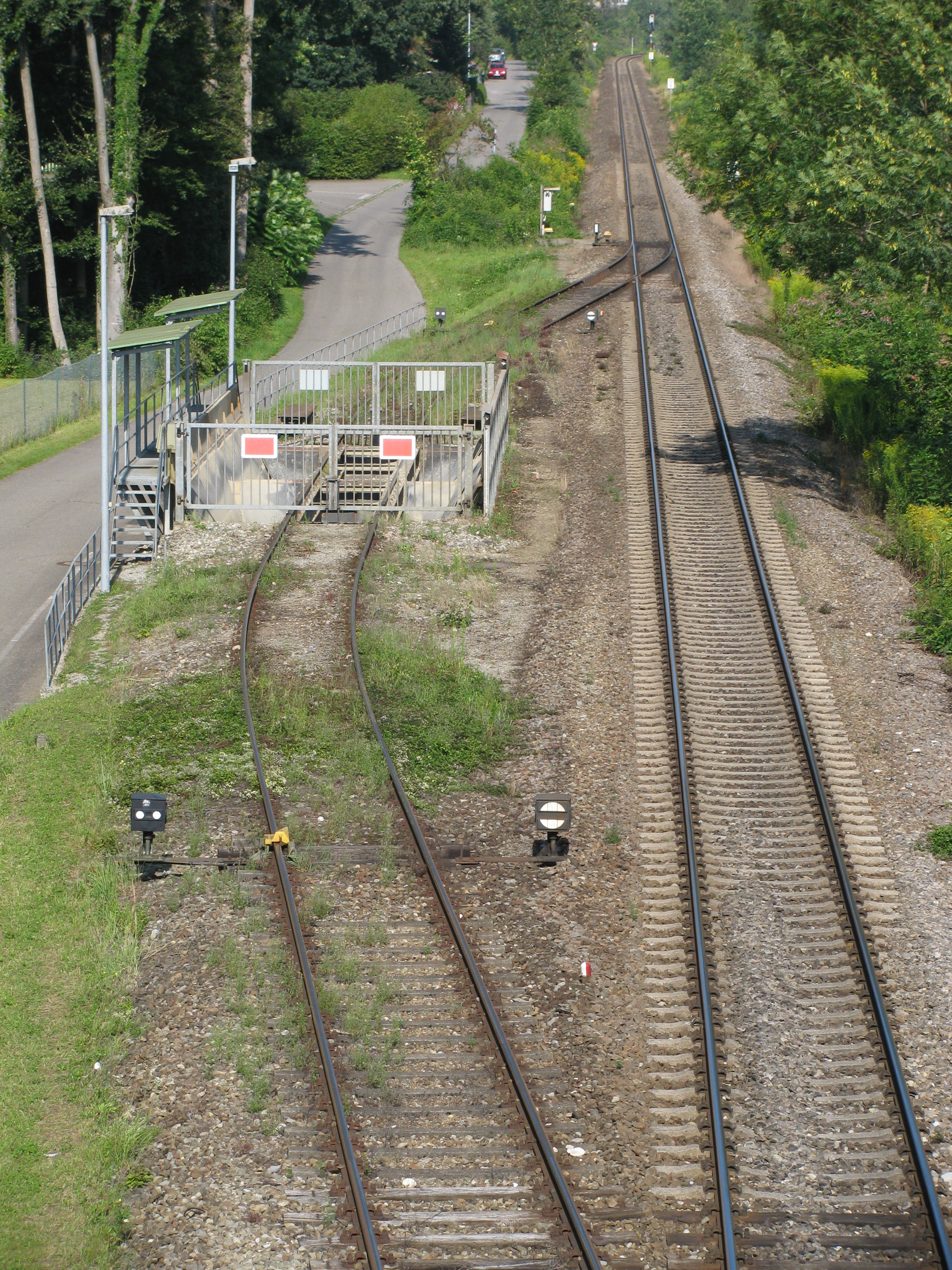
クレスブロンのマルシャル砂利採取場向けの安全側線

貨物列車は232形あるいは247形ディーゼル機関車により牽引されて、1日に二往復で運行されている。さらに、夏季にはボーデン湖のロースベルクからクレスブロンまで砂利列車は285形機関車が牽引して、積み荷は夜間にクレスブロンで降ろされる。